# 작은긴꼬리두나트
작은긴꼬리두나트(Sminthopsis dolichura)는 주머니고양이과에 속하는 유대류의 일종이다. 1984년 길버트두나트와 함께 기술되었다. 주둥이부터 꼬리까지 몸길이는 150~200mm이고 머리부터 항문까지 길이는 50~65mm, 꼬리는 85~105mm 정도이다. 뒷발의 크기는 16~17mm, 귀 길이는 17~19mm이고 몸무게는 10~20g이다.

## 분포 및 서식지
두 군데의 별도 지역에서 서식하지만, 아종은 알려져 있지 않다. 웨스턴오스트레일리아 주의 분포 지역은 북부 금광지와 제럴턴 내륙 오지, 북서 해안, 남서 해안 그리고 서부 평원 지역이다. 사우스오스트레일리아 주 지역은 눌라보 평원과 포트오거스타의 에이레 반도 서부의 그레이트오스트레일리아만의 해안 지대이다. 서식지는 건조한 경엽수림, 반건조 산림 지대, 말리 관목 지대 그리고 앞이 트인 히스 식생 지대 등이다.

## 습성 및 번식
야행성 동물이고 수컷은 넓은 서식 영역을 갖고 계절마다 다양한 서식지를 옮겨다니며 적응해 살고 있다. 암컷은 5~8개월이면 번식이 가능하며, 5~8월 사이에서만 번식을 한다. 수컷은 4~5개월 이후에 번식이 가능하다. 9~12월 사이 또는 5g 정도가 되면 새끼들의 젖을 뗀다. 암컷은 수명은 약 2년이고, 수컷은 겨우 1년 정도이다.

## 먹이
주로 곤충을 먹고, 일부 작은 파충류와 양서류 그리고 포유류를 먹기도 한다.